# ثلاثية المحرك
ثلاثية المحرك (بالإنجليزية: Trimotor)‏ هي طائرة مشغلة بواسطة ثلاث محركات، وتمثل حلاً وسطاً بين التعقيد والسلامة. صُنعت الطائرة بسبب قدرة المحركات المحدودة التي كانت متاحة للمصمم.

صُمم وصُنع العديد من ثلاثيات المحرك في فترة العشرينيات والثلاثينيات من القرن العشرين، حيث كانت قدرة المحركات حينها أقل مما يحتاجه المصممون.

## قائمة ثلاثيات المحرك
تستخدم الطائرات التالية ثلاثة محركات:
- ايه دي سي بلان النوع 1000 (المملكة المتحدة،عام 1916).
- ايرسبيد فيري  (المملكة المتحدة عام 1932).
- ايرورثي تيرير  (الولايات المتحدة عام 1928).[1]
- أناترا دي إي (روسيا عام 1916).
- انف ليه موراو 140 تي (فرنسا عام 1932).
- ارمسترونغ ويتوورث أرغوسي  (المملكة المتحدة عام 1926).

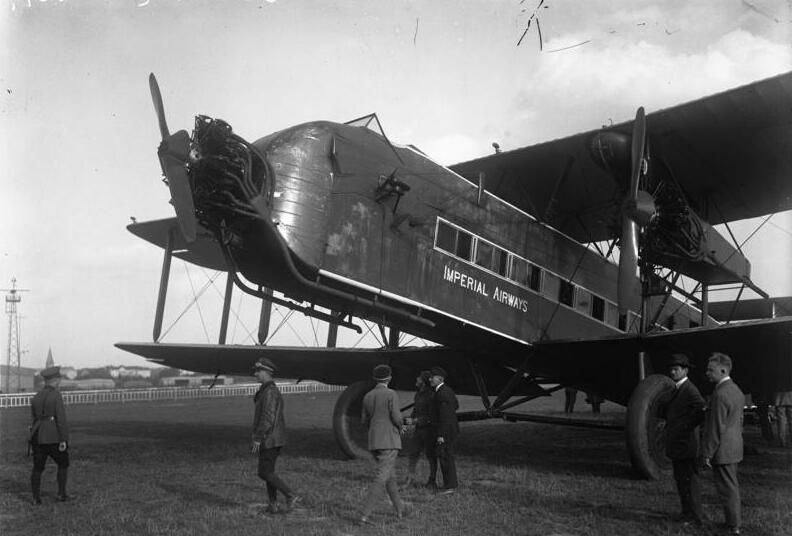
أرمسترونج ويتورث ايه دبليو 154 أرجوسي.

- أفيا 51 (تشيكوسلوفاكيا عام  1933).

- أفيا 57 (تشيكوسلوفاكيا عام 1935)
- أفيمتيه 132 (فرنسا عام 1927).

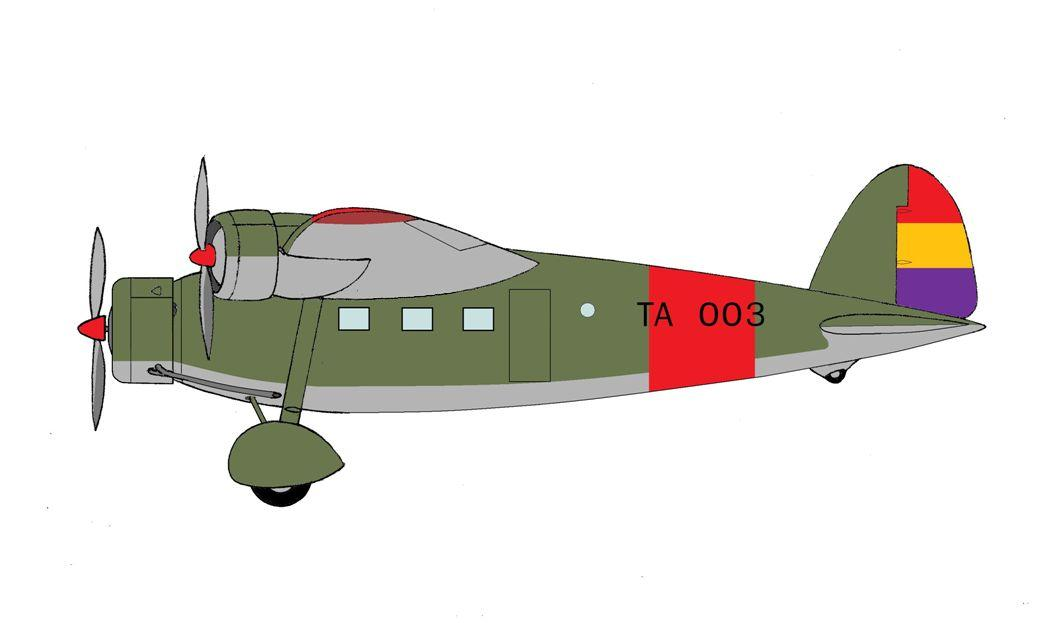
أفيا 51.

- أفيس بي جي في-1 (أستراليا عام 1924).[2]
- أفرو 618-10 (المملكة المتحدة، عام 1929).
- أفرو 619-5 (المملكة المتحدة، عام 1930).
- أفرو 624-6 (الممللكة المتحدة، عام 1930).
- باخ 3 سي تي اير ياخت (الولايات المتحدة، عام 1927).
- بارسالا سيرفا دياز بي سي دي 3 (إسبانيا، عام 1919).[3]
- الياخت الجوي باستون/التنين الطائر (الولايات المتحدة، عام 1913).[4]
- بيردمور إنفليكسيبل (المملكة المتحدة، عام 1928).
- بيتشكرافت مودل 18 تيارا، منصة اختبار محرك  (الولايات المتحدة، عام 1966).
- بيلانسا 28-92  (الولايات المتحدة، عام 1937).
- بيرنارد 60  (فرنسا، عام 1929).
- بيرنارد 160  (فرنسا، عام 1932).
- بيرنارد سيمب ايه بي 16 (فرنسا، عام 1927).
- بيسون إم بي 36 (فرنسا، عام 1930).
- بلاكبيرن إريس  (المملكة المتحدة، عام 1926).
- بلاكبيرن ببيرث  (المملكة المتحدة، عام 1933).
- بلاكبيرن سيدني (المملكة المتحدة، عام 1930).

- بلوش إم بي 60 (فرنسا، عام 1930).[5][6]
- بلوش إم بي 120 (فرنسا، عام 1932).
- بلوش إم بي 300 (فرنسا، عام 1935).

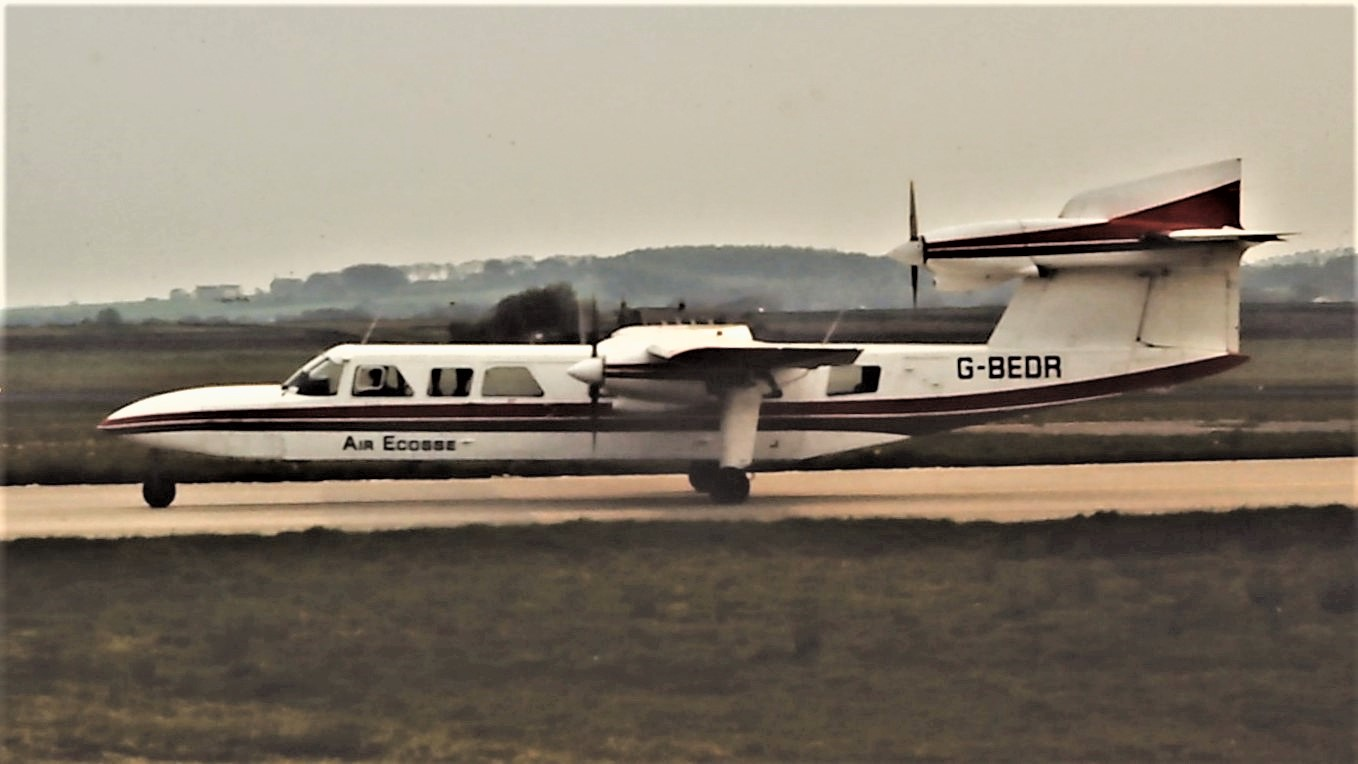
بريتين نورمان تريسلاندر.

- بلوهم آند فوس بي في 138 (ألمانيا، عام 1937).
- بوينج مودل 80 (الولايات المتحدة، عام 1928).
- بولتون بول بي 32  (المملكة المتحدة، عام 1931).
- براتو 220 (رومانيا، عام 1932).
- بريدا ايه 14 (إيطاليا، عام 1928).
- بريدا با 32 (إيطاليا، عام 1931).
- بريدا با 46 (إيطاليا، عام 1946).
- بريدا سي سي 20 (إيطاليا، عام 1929).
- بريغيه 11 (فرنسا، عام 1916).[7]
- بريغيه393 تي (فرنسا، عام 1931).
- بريغيه521 (فرنسا، عام 1933).
- بريسياني بري 1  (إيطاليا، عام 1915).[8]
- بريتين نورمان تري سلاندر (المملكة المتحدة، عام 1970)
- براون ميركيري (الولايات المتحدة، عام 1928).[9]

- كنت 6 (إيطاليا، عام 1925).
- كنت 22 (إيطاليا، عام 1927).
- كنت 23 (إيطاليا، عام 1932).[10]
- كنت زد 506 (إيطاليا، عام 1935).
- كنت زد 508 (إيطاليا، عام 1936).
- كنت زد 509(إيطاليا، عام 1937).
- كنت زد 1007(إيطاليا، عام 1937).
- كنت زد 1012 (إيطاليا، عام 1938).

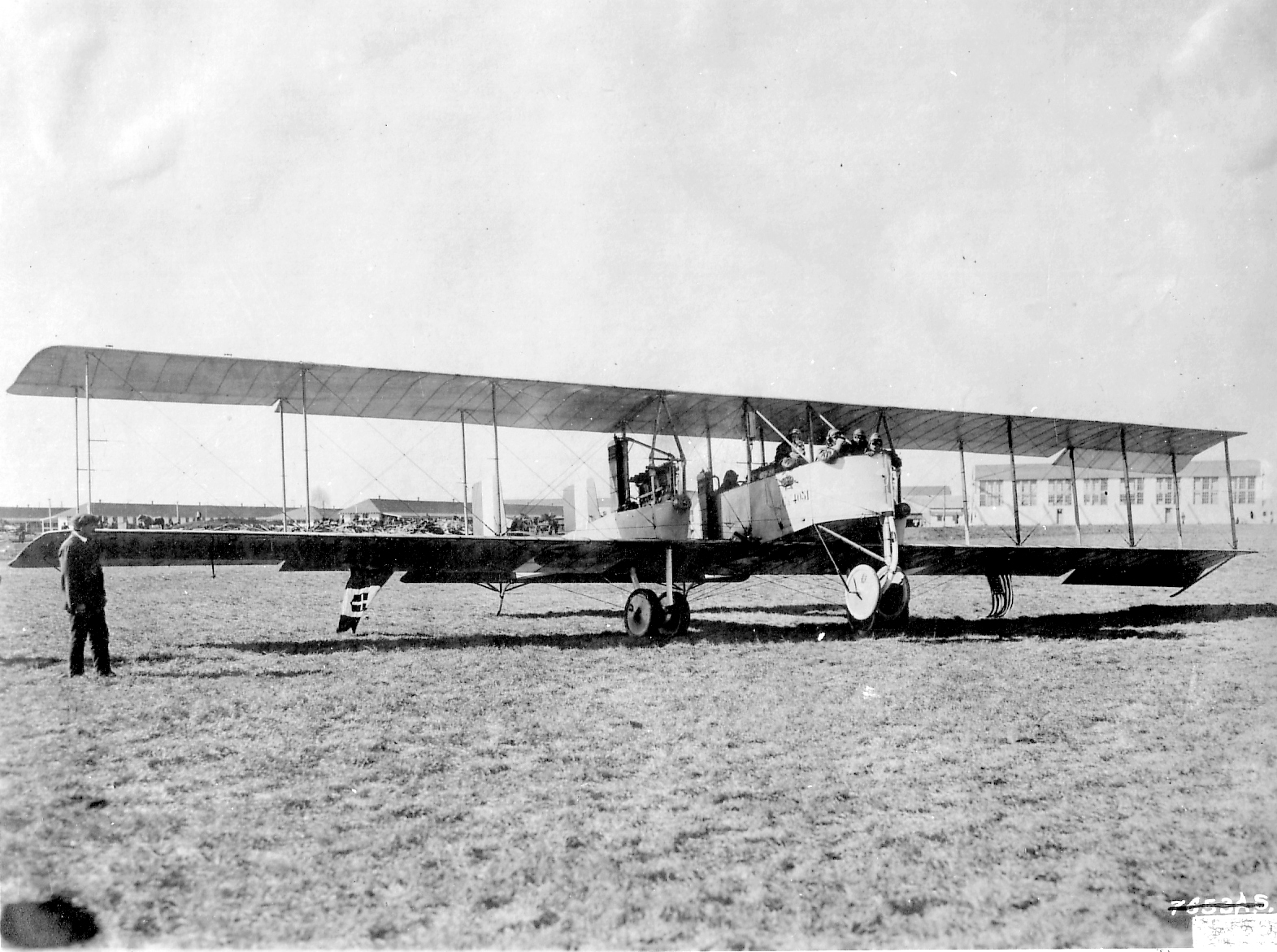
طائرة الحرب العالمية الأولى كابروني سي ايه 3 ثلاثية المحرك.

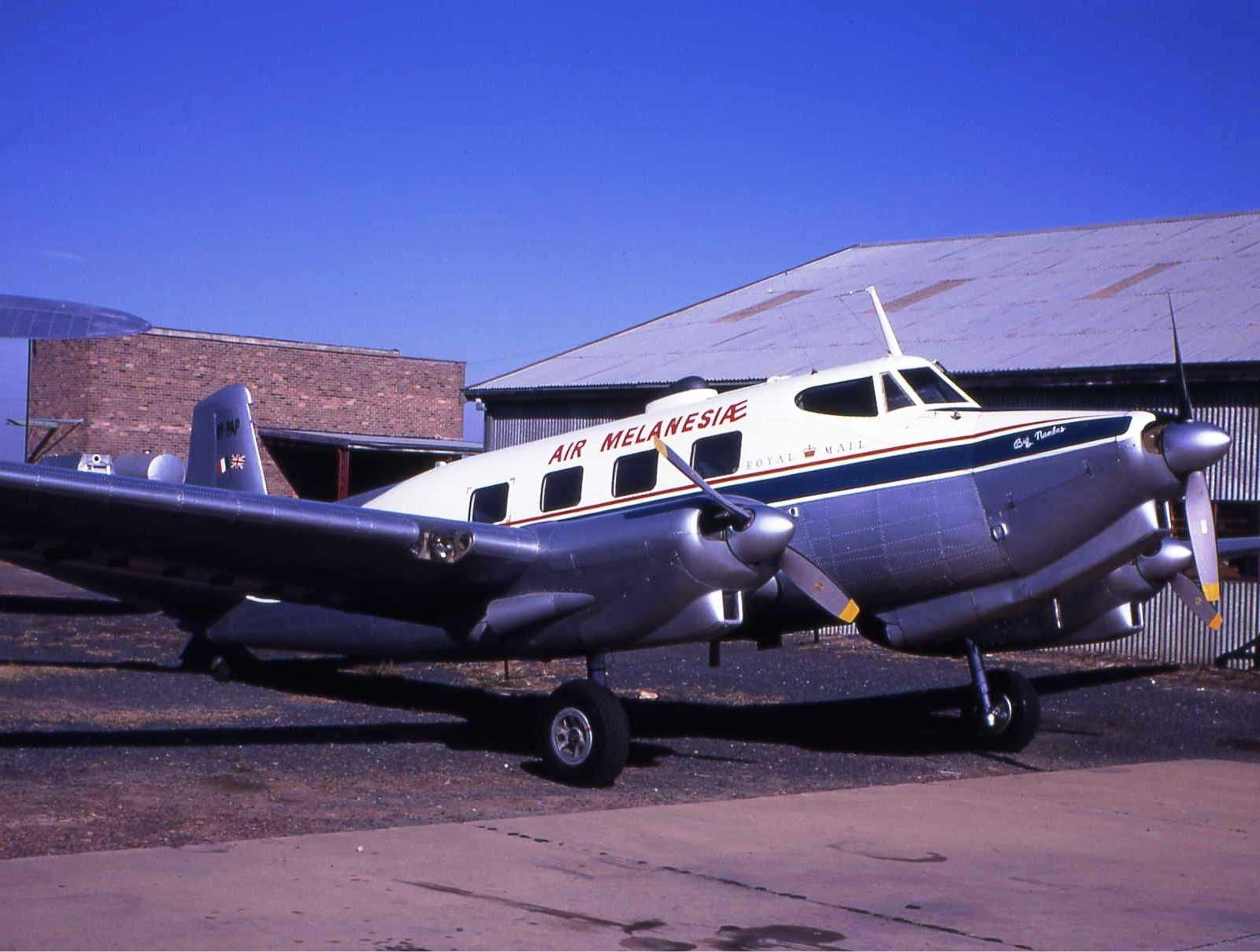
طائرة دي هافيلاند الأسترالية دي إتش ايه 3-دروفر.

- كابوني سي ايه 1 (إيطاليا، عام 1914).
- كابوني سي ايه 3 (إيطاليا، عام 1916).
- كابوني سي ايه 4 (إيطاليا، عام 1917).
- كابوني سي ايه 5 (إيطاليا، عام 1917).
- كابوني سي ايه 95 (إيطاليا).
- كابوني سي ايه 97 (إيطاليا، عام 1927).
- كابوني سي ايه 101 (إيطاليا، عام 1928).
- كابوني سي ايه 131 (إيطاليا).
- كابوني سي ايه 132 (إيطاليا، عام 1934).
- كابوني سي ايه 133 (إيطاليا، عام 1934).
- كودرون سي 25 (فرنسا، عام 1919).[11]
- كودرون سي 39 (فرنسا، عام 1921).[12]
- كودرون سي 61 (فرنسا، عام 1921).
- كودرون سي 81 (فرنسا، عام 1923).[13]
- كودرون سي 180 (فرنسا، عام 1930).[14]
- كودرون سي 183 (فرنسا، عام 1923).[15]
- شاربينتيار سي 1 (فرنسا، عام 1935).[16]
- سي إن ايه دلتا (إيطاليا، عام 1931).[17]
- سي إن إن ايه إتش إل-8 (برازيل، عام 1943).
- كونروي تري-تربو-ثري (الولايات المتحدة، عام 1969).
- كونسوليداتيد إكس بي واي-1 (نموذج فقط) (الولايات المتحدة، عام 1929).
- كونسوليداتيد إكس بي 2 واي-1 (نموذج فقط) (الولايات المتحدة، عام 1932).
- كوزينت 10 (فرنسا، عام 1928).[18]
- كوزينت 21 (فرنسا، عام 1931).[19]
- كوزينت 22 (فرنسا، عام 1932).[20]
- كوزينت 27 (فرنسا، عام 1928).[21]
- كوزينت 30 (فرنسا، عام 1930).[22]
- كوزينت 33 بيارتيز (فرنسا، عام 1931).[23]
- كوزينت 40 (فرنسا، عام 1932).[24]
- كوزينت 70 (فرنسا، عام 1932).[25]
- كوزينت 100 (فرنسا، عام 1933).[26]
- كوزينت 101 (فرنسا، عام 1934).[27]
- كوزينت 103 (فرنس، عام 1933).[28]
- كراوفورد سبشيال (الولايات المتحدة، عام 1929).[29]
- كيرتس إيغل 1 (الولايات المتحدة، عام 1919).
- كيرتس مودل إتش (نموذج فقط) (الولايات المتحدة، عام 1914).
- كيرتس إن سي (نموذج فقط) (الولايات المتحدة، عام 1918).
- دار 4 (بلغاريا، عام 1930)
- ديويتين دي 31 (فرنسا، عام 1932).
- ديويتين دي 332 (فرنسا، عام 1933).
- ديويتين دي 333 (فرنسا، عام 1934).
- ديويتين دي 338 (فرنسا، عام 1936)
- ديويتين دي 342 (فرنسا، عام 1939).
- ديويتين دي 430 (فرنسا، عام 1932).[30]
- دي هافيلاند دي إتش 72 (المملكة المتحدة، عام 1931).
- دي هافيلاند دي إتش ايه-3 دروفر (أستراليا، عام 1948).
- دي هافيلاند هيركليس (المملكة المتحدة، عام 1926).
- دورنير دو 24 (ألمانيا، عام 1937).
- دورنير واي (ألمانيا، عام 1930).

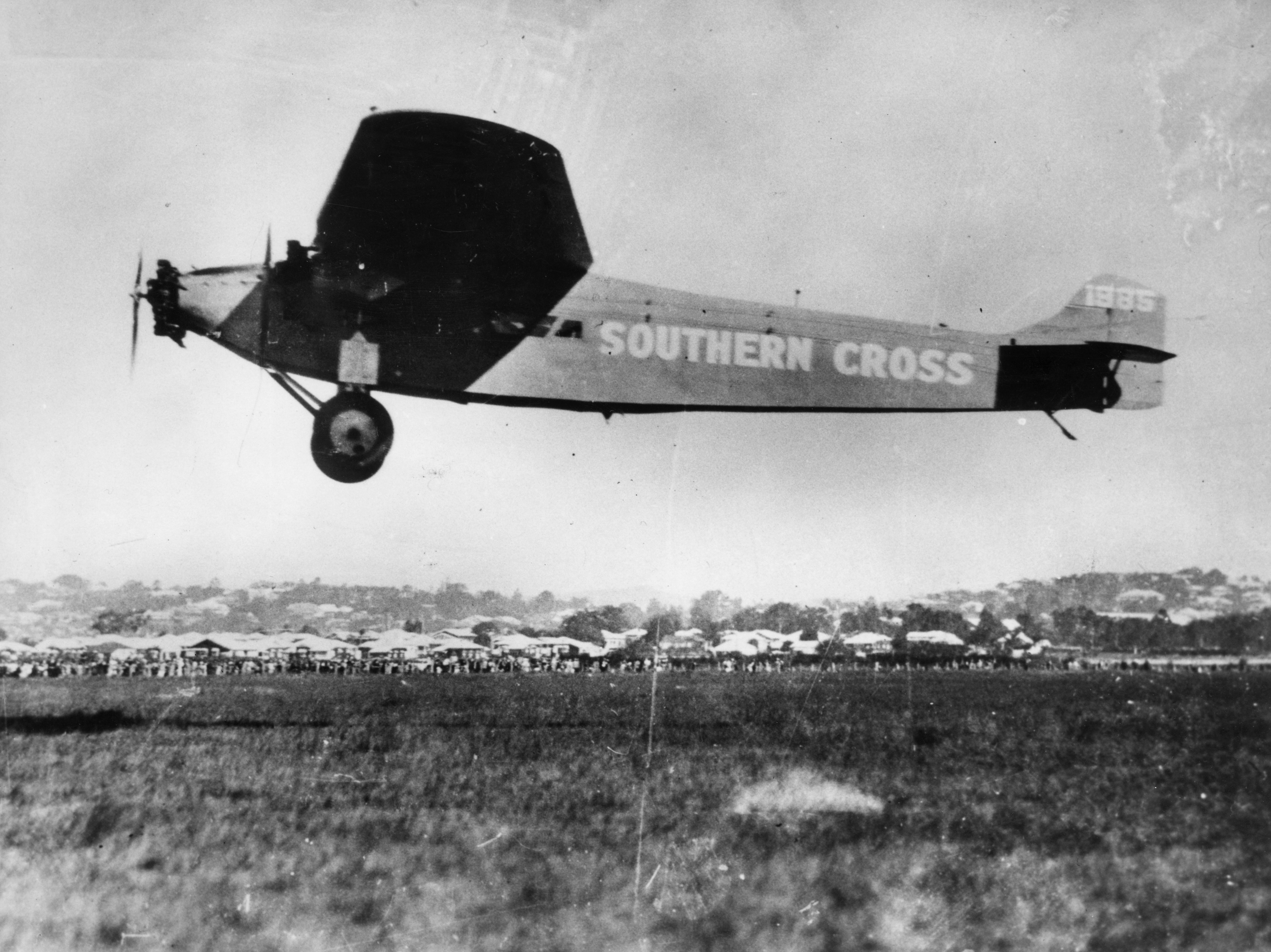
فوكر إف في 7 بي/3 إم تهبط في بريسبان في عام 1928، بعد عبورها المحيط الأطلسي للمرة الأولى.

- دايل وباسالان دي بي-70 (فرنسا، عام 1929).
- إمسكو بي-2 (الولايات المتحدة، عام 1020).[31]
- فارمان إف 120 (فرنسا، عام 1926).
- فارمان إف 280 (فرنسا، عام 1931).
- فارمان إف 300 (فرنسا، عام 1930).
- فارمان إف 301 (فرنسا، عام 1930).[32]
- فارمان إف 303 (فرنسان، عام 1930).[33]
- فارمان إف 304 (فرنسا، عام 1931).[34]
- فارمان إف 306 (فرنسا، عام 1931).[35]
- فارمان إف 310 (فرنسا، عام 1931).[36]
- فيليكستوي بورت بابي (المملكة المتحدة، عام 1916).
- فيات برج (إيطاليا، عام 1931).
- فيات جي 2 (إيطاليا، عام 1932).

- فيات جي 12 (إيطاليا، عام 1940).
- فيات جي 212 (إيطاليا، عام 1947).

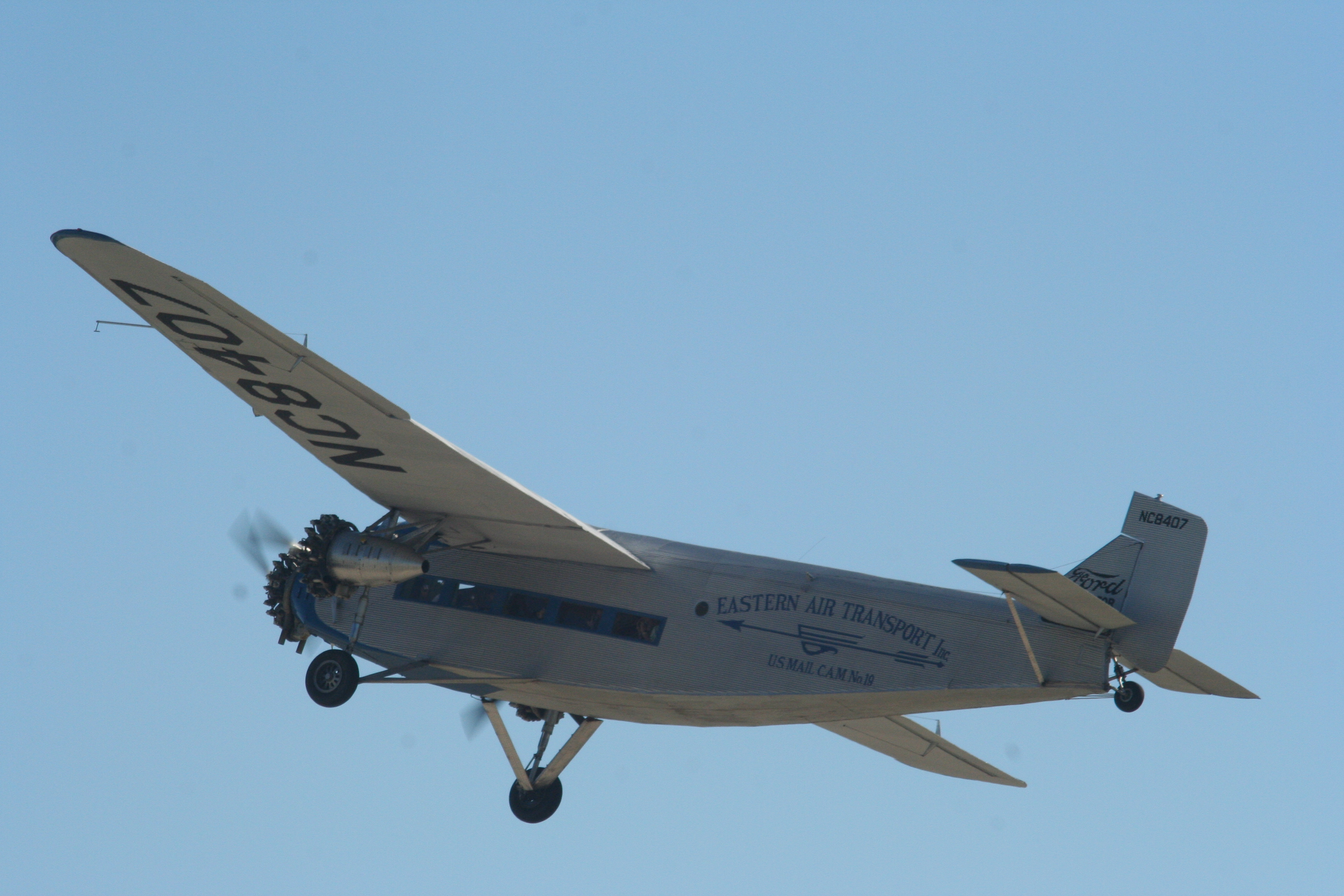
طائرة فورد ثلاثية المحرك المرممة.

- فوكر إف 10 (الولايات المتحدة، عام 1927).
- فوكر إف 7 ايه/3إم وفوكر إف 7 بي/3 إم (هولندا، عام 1925).
- فوكر إف 9 (هولندا، عام 1929).
- فوكر إف 12 (هولندا، عام 1930).
- فوكر إف 18 (هولندا، عام 1932).
- فوكر إف 20 (هولندا، عام 1933).
- فورد 4-ايه تي/9-ايه تي/11-ايه تي ثلاثية المحرك (الولايات المتحدة، عام 1926).
- فورد 5-ايه تي/6-ايه تي ثلاثية المحرك (الولايات المتحدة، عام 1929).
- فورد 14-ايه تي (الولايات المتحدة، عام 1932).
- فورد إكس بي-906 (الولايات المتحدة، عام 1931).
- جراهام وايت جانيميد (المملكة المتحدة، عام 1919).
- هاندلي بيج النوع دبليو 8 إي/إف ودبليو 9 ايه (المملكة المتحدة، عام 1921).
- هاندلي بيج إتش بي 32 هامليت (المملكة المتحدة، عام 1926).
- هاندلي بيج إتش بي 43 (المملكة المتحدة، عام 1932).
- حلمي ايروجيبت (المملكة المتحدة، عام 1939).
- هيس مودل ايه (الولايات المتحدة، عام 1929).
- هودكينسون إتش تي-1 (الولايات المتحدة، عام 1929).[37]
- جونز متعددة السطوح (الولايات المتحدة، عام 1919).[38]

- يونكرز جي 24 (ألمانيا، عام 1924).
- يونكرز جي 31 (ألمانيا، عام 1926).

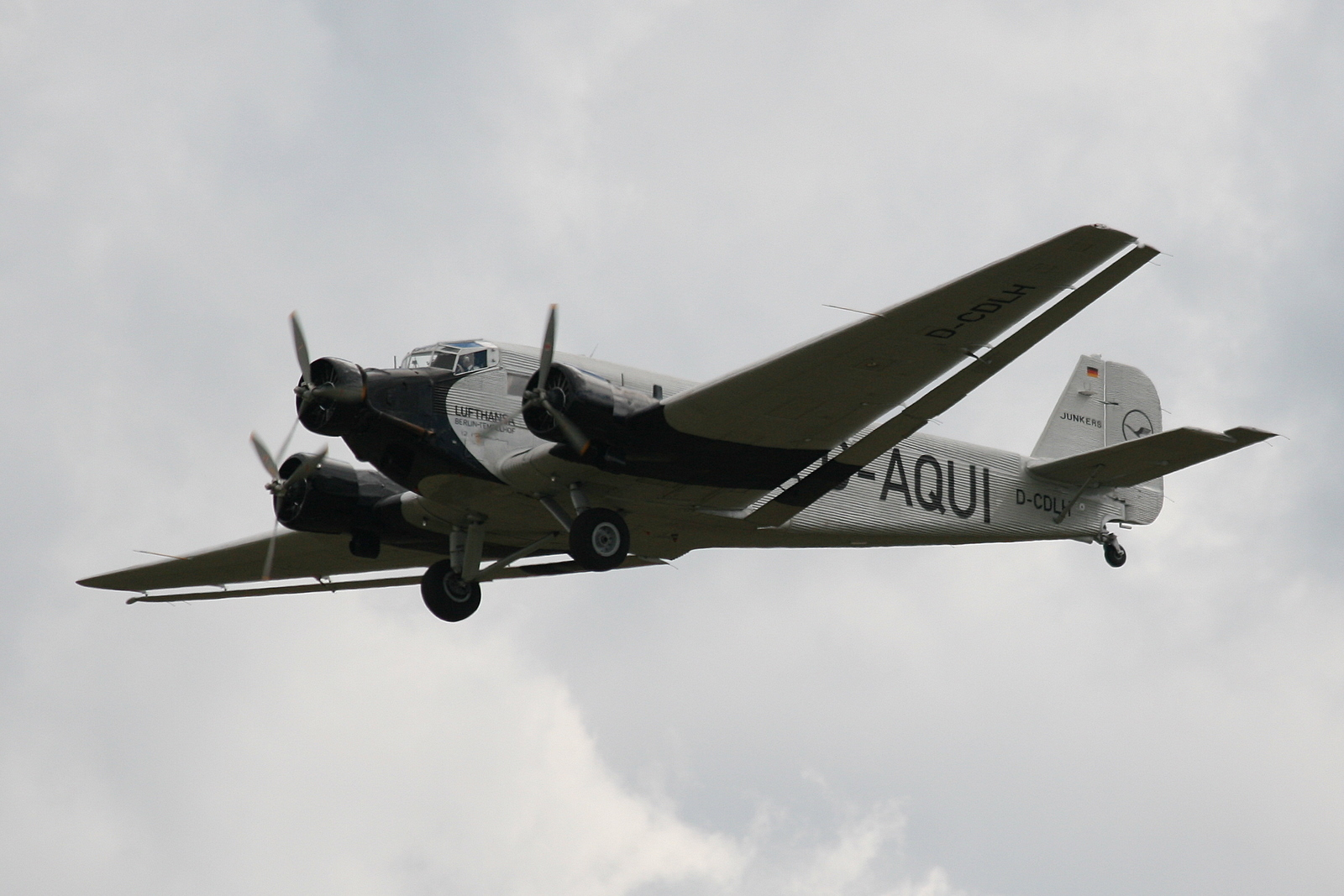
يونكرز يو 52-3إم

- يونكرز يو 52/3 إم (ألمانيا، عام 1932).
- يونكرز يو 252 (ألمانيا، عام 1941).
- كاوانيشي إتش 3 كيه (اليابان، عام 1930).

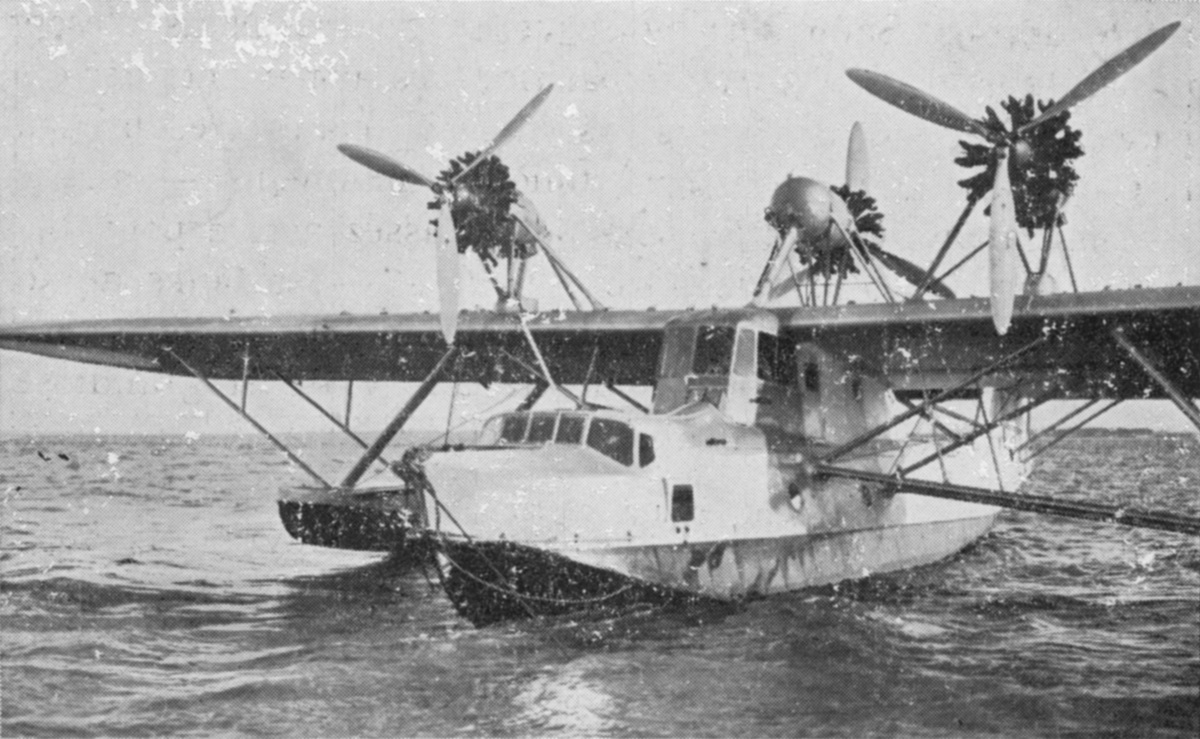
لوار 70

- كيستون باثفيندر (الولايات المتحدة، عام 1927).
- كيستون باتريسيان (الولايات المتحدة، عام 1929).
- كريتزر اير كوتش (الولايات المتحدة، عام 1928).[39]
- إل-دبليو النوع إتش أول (الولايات المتحدة، عام 1920).[40]
- لاسكو لاسكوندور (أستراليا، عام 1930).
- لاتيكور 4 (فرنسا، عام 1920).
- لاتيكور 5 (فرنسا، عام 1924).
- لاتيكور 24 (فرنسا، عام 1927).
- لاتيكور 340 (فرنسا، عام 1930).
- لاتيكور 350 (فرنسا، عام 1931).
- لاتيكور 500 و501 (فرنسا، عام 1932).
- لاتيكور 582 (فرنسا، عام 1935).
- لاثام ثلاثية المحرك (فرنسا، عام 1919).[41]
- لاوسن إل-4 (الولايات المتحدة، عام 1924).[42]
- ليتوف اس-32 (تشيكوسلوفاكيا، عام 1931).
- ليور وأوليفر ليو إتش-15 (فرنسا، عام 1926).[43]
- لوار 30 (فرنسا، عام 1932).
- لوار 60 (فرنسا، عام 1932).
- لوار 70 (فرنسا، عام 1933).
- لورينج بارون كولونيال تي-3 ثلاثية المحرك (إسبانيا، عام 1932).[44]
- ماتشي إم سي 100 (إيطاليا، عام 1939).
- نيوبورت-ديلاج نيدد 590 (فرنسا، عام 1932).[45]
- نيوبورت-ديلاج نيد 740 (فرنسا، عام 1930).[46]

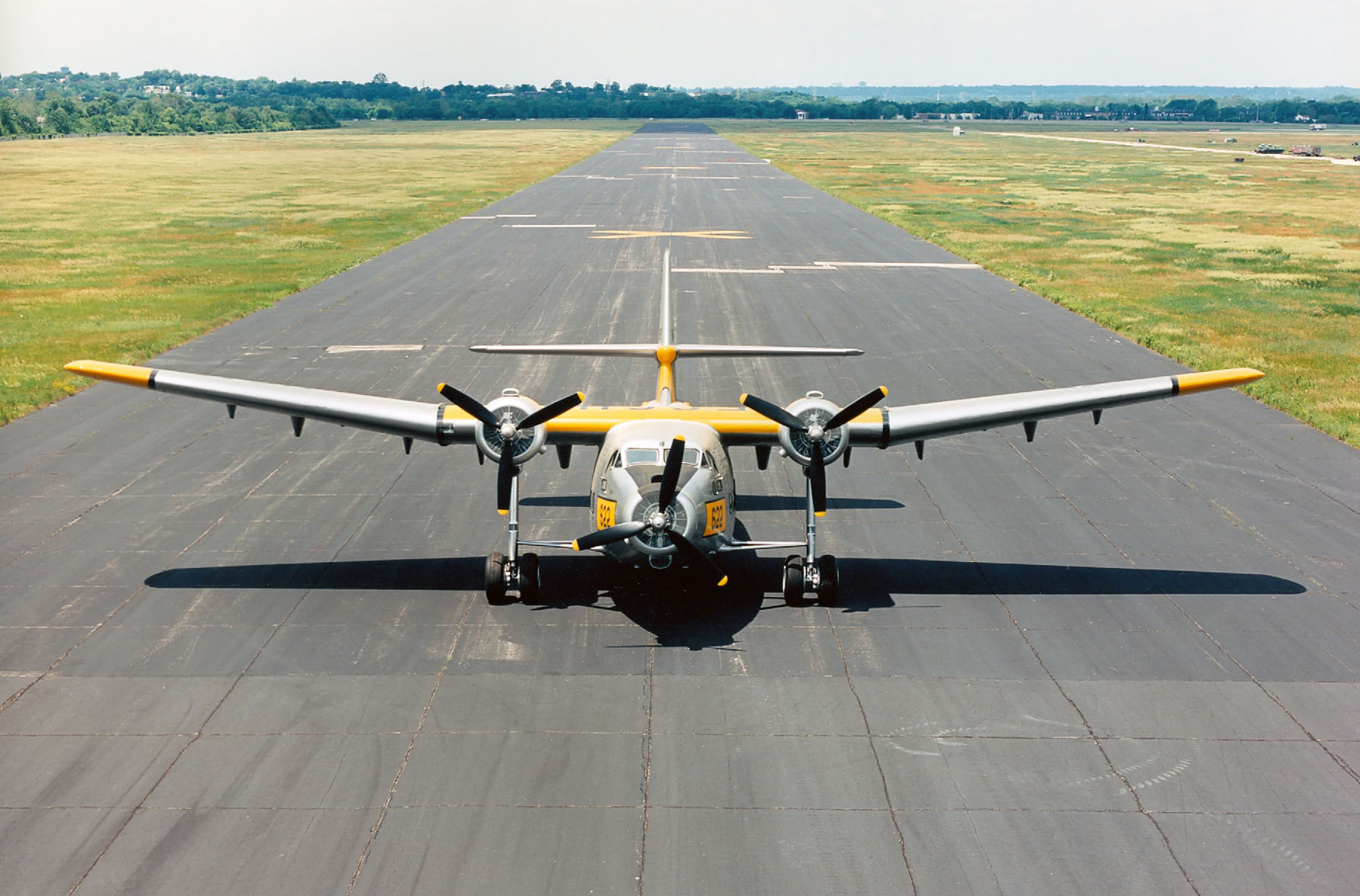
نورثروب واي سي-125 رايدر.

- نورثروب إن-23 (الولايات المتحدة، عام 1946).
- نورثروب سي-125 رايدر (الولايات المتحدة، عام 1949).
- نفي إف كيه 33 (هولندا، عام 1925).
- أويفاج جي 6 (أكا بولا جي) (أستراليا-هنغاريا، عام 1916).[47]
- أوجدين أوسبري (الولايات المتحدة، عام 1930).[48]
- بي زد إل 27 (بولندا، عام 1934).
- بي زد إل 4 (بولندا، عام 1932).
- باندر اس-4 بوستجاجر (هولندا، عام 1933).
- بياجيو بي 16 (إيطاليا، عام 1934).
- بياجيو بي 23 أر (إيطاليا، عام 1936).
- بيبر بي ايه-32-3 إم (نموذج) (الولايات المتحدة، عام 1966).
- بوتيز إكس (فرنسا، عام 1922).
- بوتيز 40 (فرنسا، عام 1930).[49]
- برودن تي إم-1 (الولايات المتحدة، عام 1928).[50]
- برودن وايتهيد أحادية السطح (الولايات المتحدة، عام 1930).
- رينارد أر 30 (بلجيكا، عام 1931).
- رينارد أر 35 (بلجيكا، عام 1935).

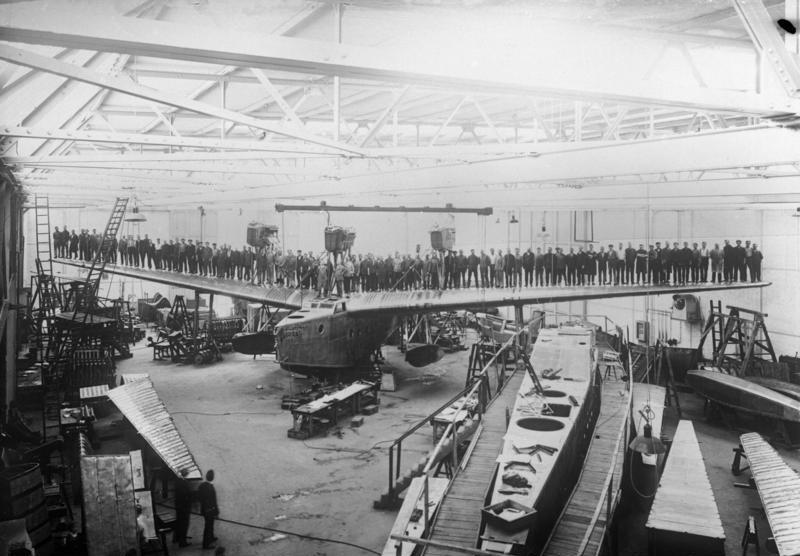
روهرباخ رومار قيد التصميم.

- روهرباخ رولاند (ألمانيا، عام 1926).
- روهرباخ رومار (ألمانيا، عام 1928).
- رومانو أر-16 (فرنسا، 1933).[51]
- ريان نافيون (الولايات المتحدة، عام 1961).
- سابسا اس 11 (بلجيكا، 1931).
- ساوندرس سيفيرن (المملكة المتحدة، عام 1930).
- ساوندرس فالكيري (المملكة المتحدة، عام 1926).
- سارو ويندهوفر (المملكة المتحدة، عام 1930).

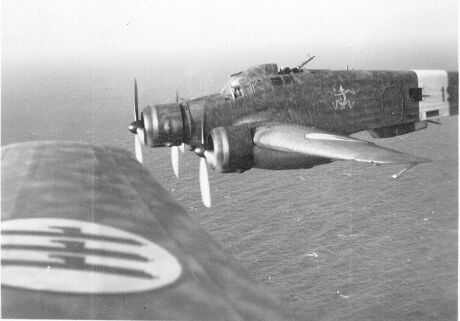
طائرة سافويا مارشيتي اس إم 79 ضمن تشكيل طائرات أثناء الحرب العالمية الثانية.

- سافويا مارشيتي اس 66 (إيطاليا، عام 1931).
- سافويا مارشيتي اس 71  (إيطاليا، عام 1930).
- سافويا مارشيتي اس 72  (إيطاليا، عام  1934).
- سافويا مارشيتي اس 73  (إيطاليا، عام 1934).
- سافويا مارشيتي اس إم 75  (إيطاليا، عام  1937).
- سافويا مارشيتي اس إم 79  (إيطاليا، عام  1934).
- سافويا مارشيتي اس إم 81  (إيطاليا، عام 1934).
- سافويا مارشيتي اس إم 82  (إيطاليا، عام  1939).
- سافويا مارشيتي اس إم 83  (إيطاليا، عام 1937).
- سافويا مارشيتي اس إم 84  (إيطاليا، عام 1940).
- شورت اس 8 كالكوتا (المملكة المتحدة، عام 1928).
- شورت رانجون (المملكة المتحدة، عام 1930).
- شورت فاليتا (المملكة المتحدة، عام 1930).
- سيمنز سيشكرت أر 1 (ألمانيا، عام 1915).
- سيمنز سيشكرت أر 2 (ألمانيا، عام 1915).
- سيمنز سيشكرت أر 3 (ألمانيا، عام 1915)
- سيمنز سيشكرت أر 4 (ألمانيا، عام 1916).
- سيمنز سيشكرت أر 5 (ألمانيا، عام 1916).
- سيمنز سيشكرت أر 6 (ألمانيا، عام 1916).
- سيمنز سيشكرت أر 7 (ألمانيا، عام 1917).
- سيكروسكي اس 35 (الولايات المتحدة، عام 1926).
- سبكا 40 تي (فرنسا، عام 1929).
- سكبا 90 (فرنسا، عام 1932).
- سبكا ميتيور 63 (فرنسا، عام 1925).
- سبارتان كروسير (المملكة المتحدة، عام 1932).

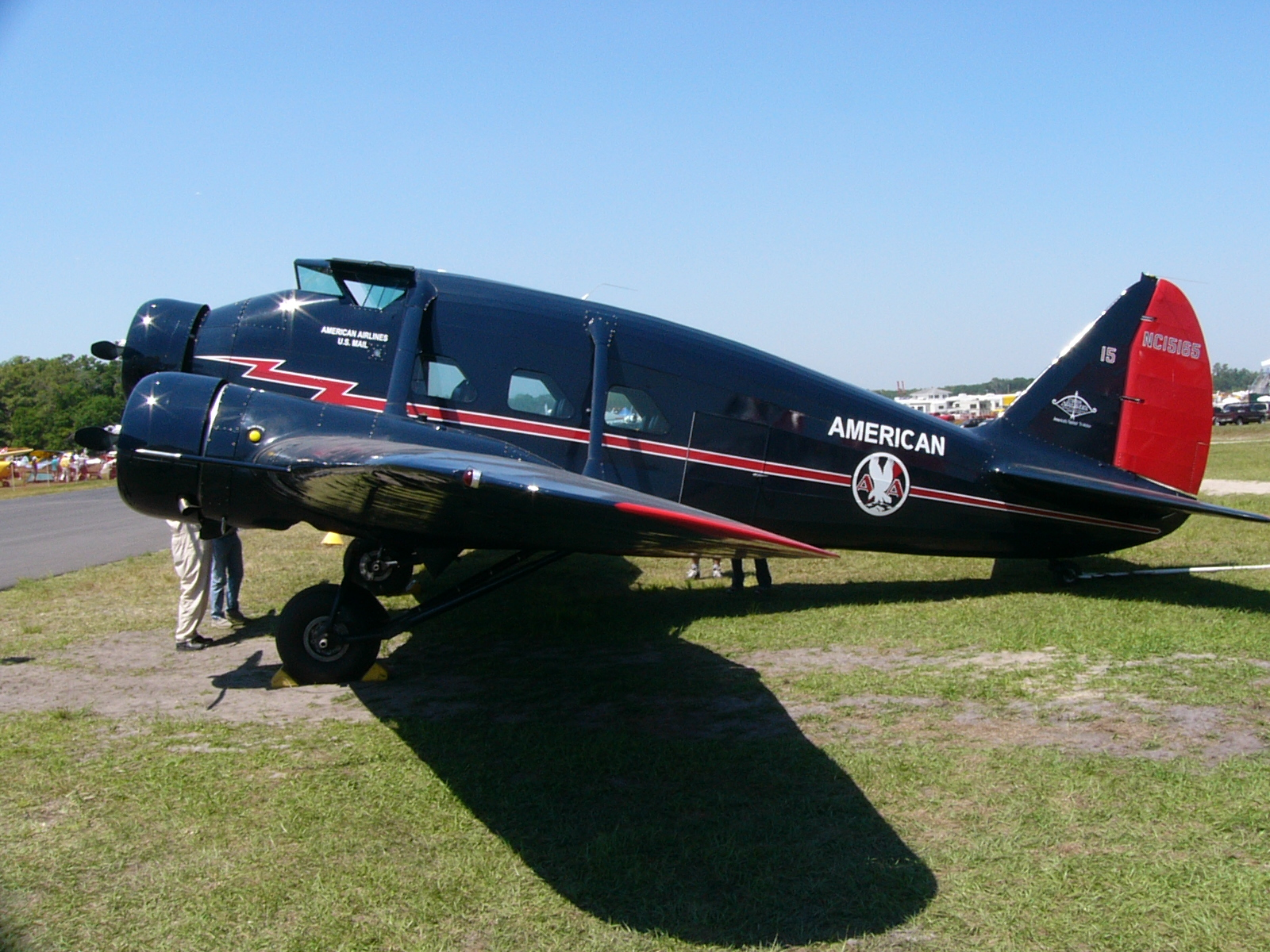
ستنسون مودل ايه المرممة.

- ستنسون مودل ايه (الولايات المتحدة، عام 1934).
- ستنسون مودل تي/اس إم-6000 (الولايات المتحدة، عام 1930).
- ستنسون مودل يو (الولايات المتحدة، عام 1932).
- ستوت 3-ايه تي (الولايات المتحدة، عام 1926).
- ستوت بوشماستر 2000 (الولايات المتحدة، عام 1964).
- سوبرمارين اير ياخت (المملكة المتحدة، عام 1930).
- سوبرمارين نانوك/سولنت (المملكة المتحدة، 1927).
- تيلير 1100 سي إتش/تي7/نيوبورت-تيلير تي إم (فرنسا، عام 1919).[52]
- تيبوليف ايه إن تي-9 (الاتحاد السوفيتي، عام 1929).
- تيبوليف إم تي بي-1 (الاتحاد السوفيتي، عام 1934).
- فيكرز فياسترا (المملكة المتحدة، عام 1929).
- ويستلاند 4 آند ويسيكس (المملكة المتحدة، عام 1930).
- ويمان 66 (فرنسا، عام 1933).
- ويبولت 280 (فرنسا، عام 1930).
- زينيث ألبتروس (الولايات المتحدة، عام 1927).[53]
- زيبلين ليندو أر اس 1 (ألمانيا، عام 1915).
- زيبلين ليندو أر اس 2 (ألمانيا، عام 1916).

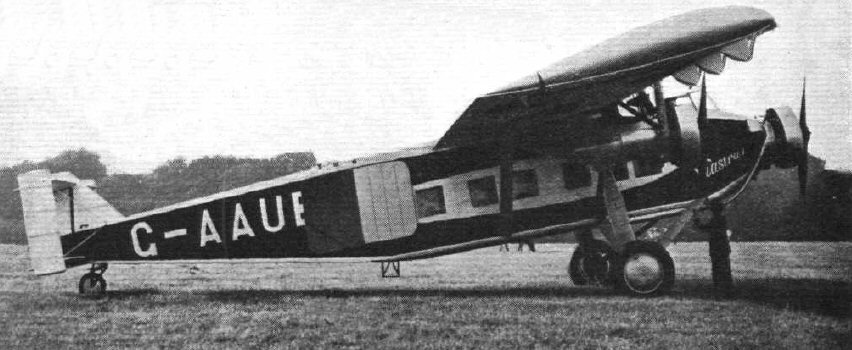
فيكرز فياسترا.
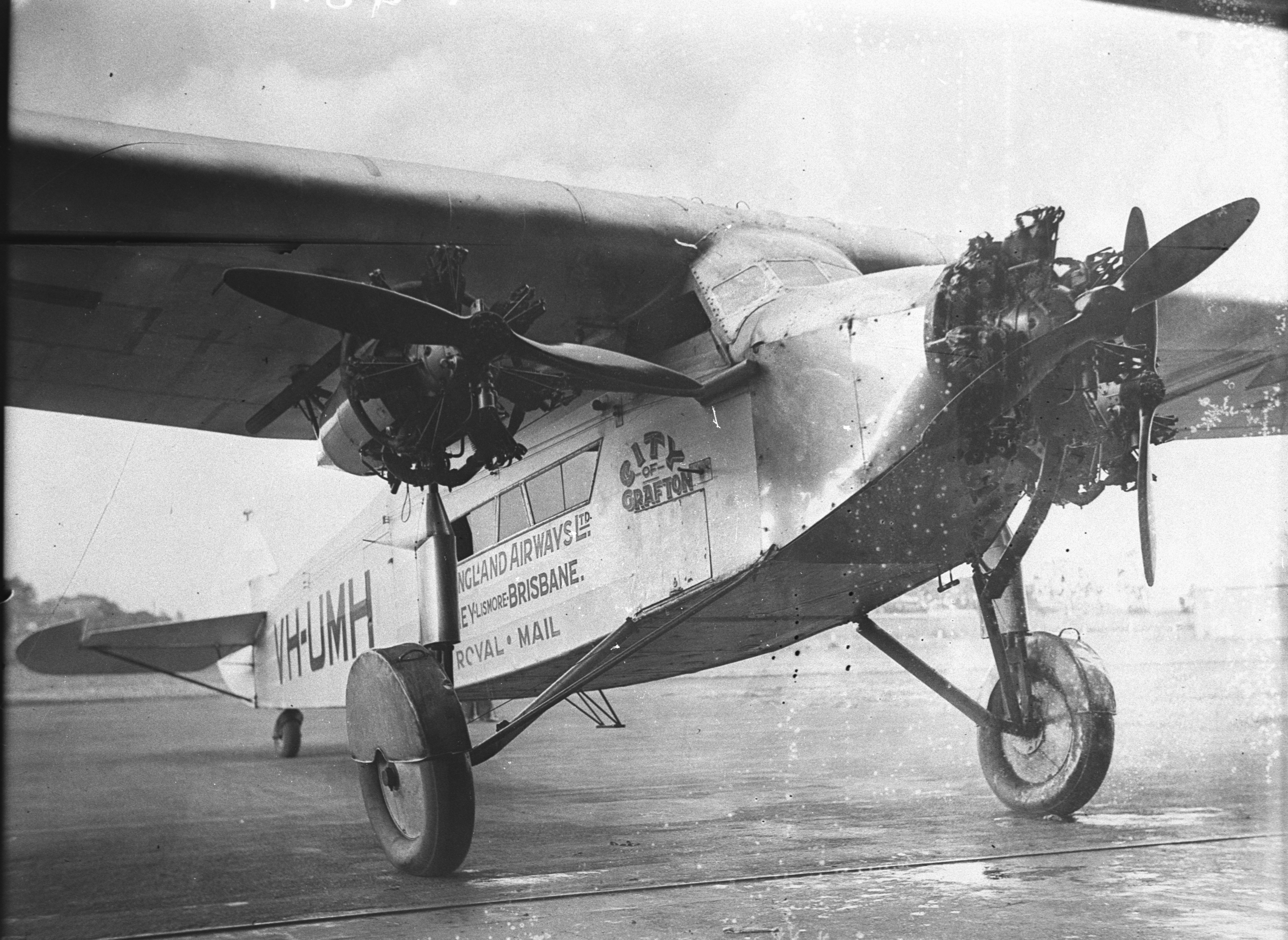
أفرو 608-10.
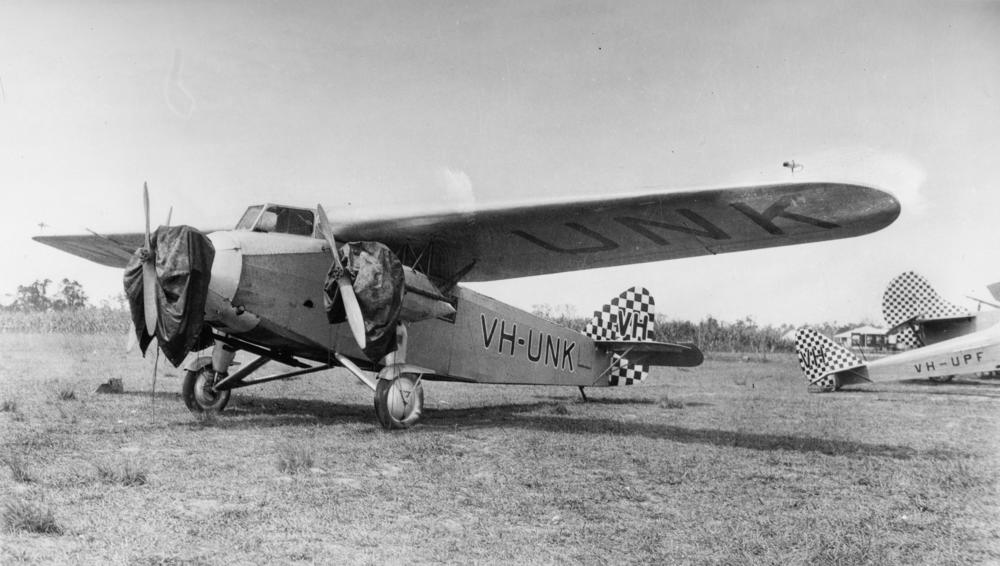
أفرو 619-5.
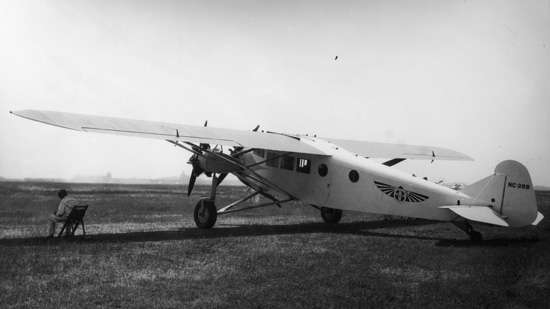
باخ 3 سي تي اير ياخت.
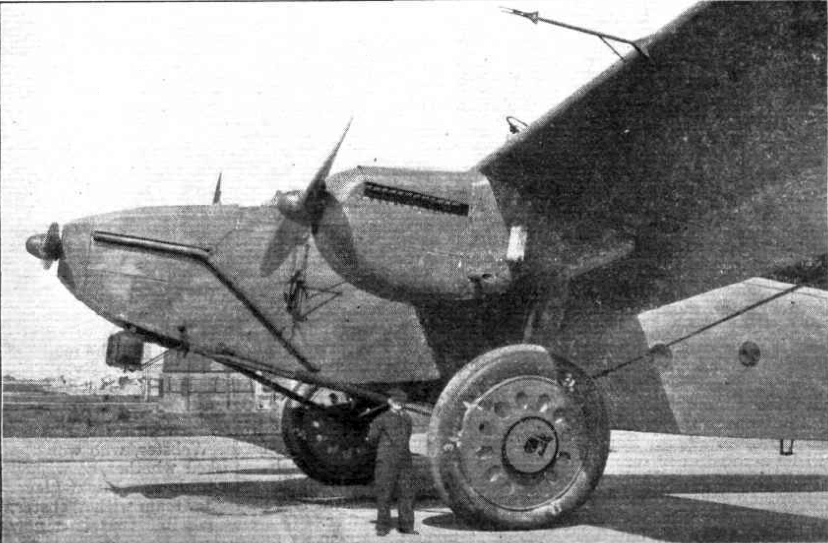
بيردمور إنفليكسيبل.
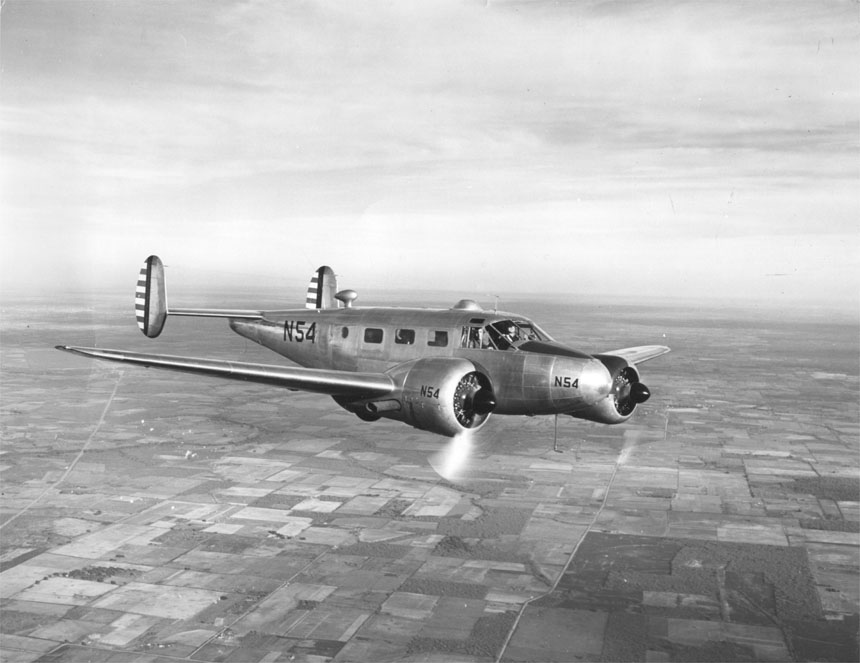
بيتشكرافت ايه تي 7.
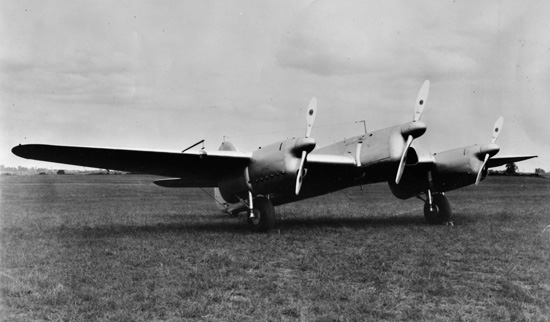
بيلانسا 28-92.
بيرنارد 60.
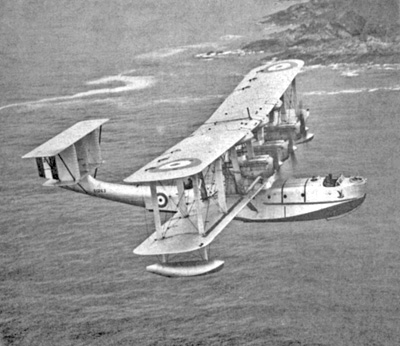
بلاكبيرن إريس.
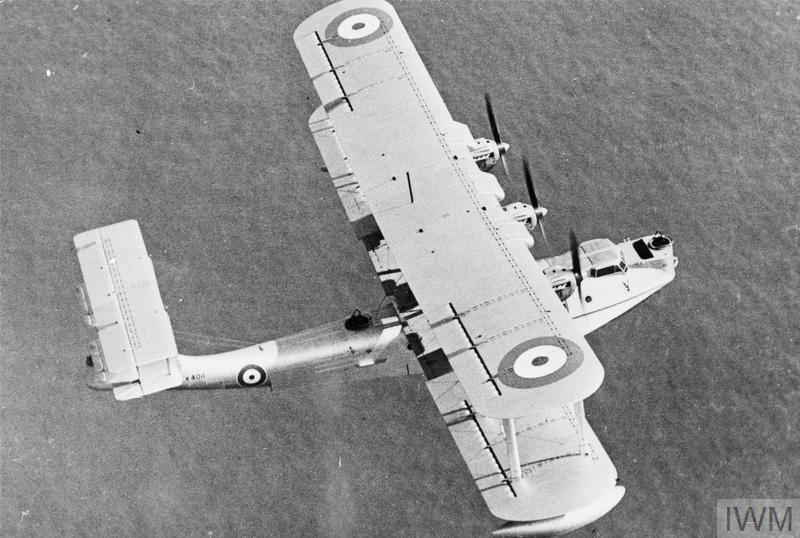
بلاكبيرن بيرث.
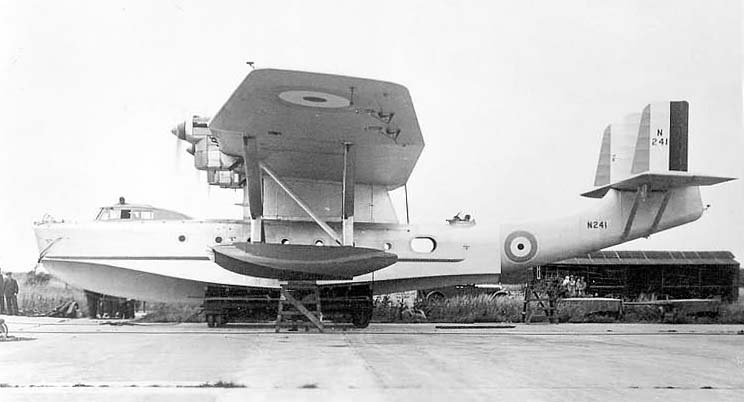
بلاكبيرن سيدني.
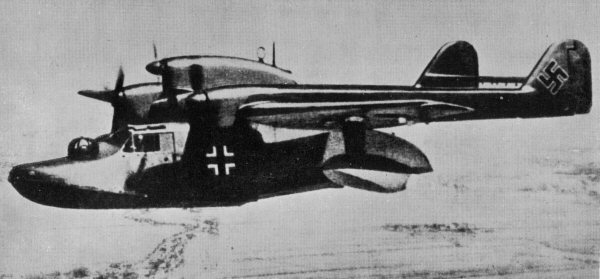
بولهولم آند فوس بي في 138.
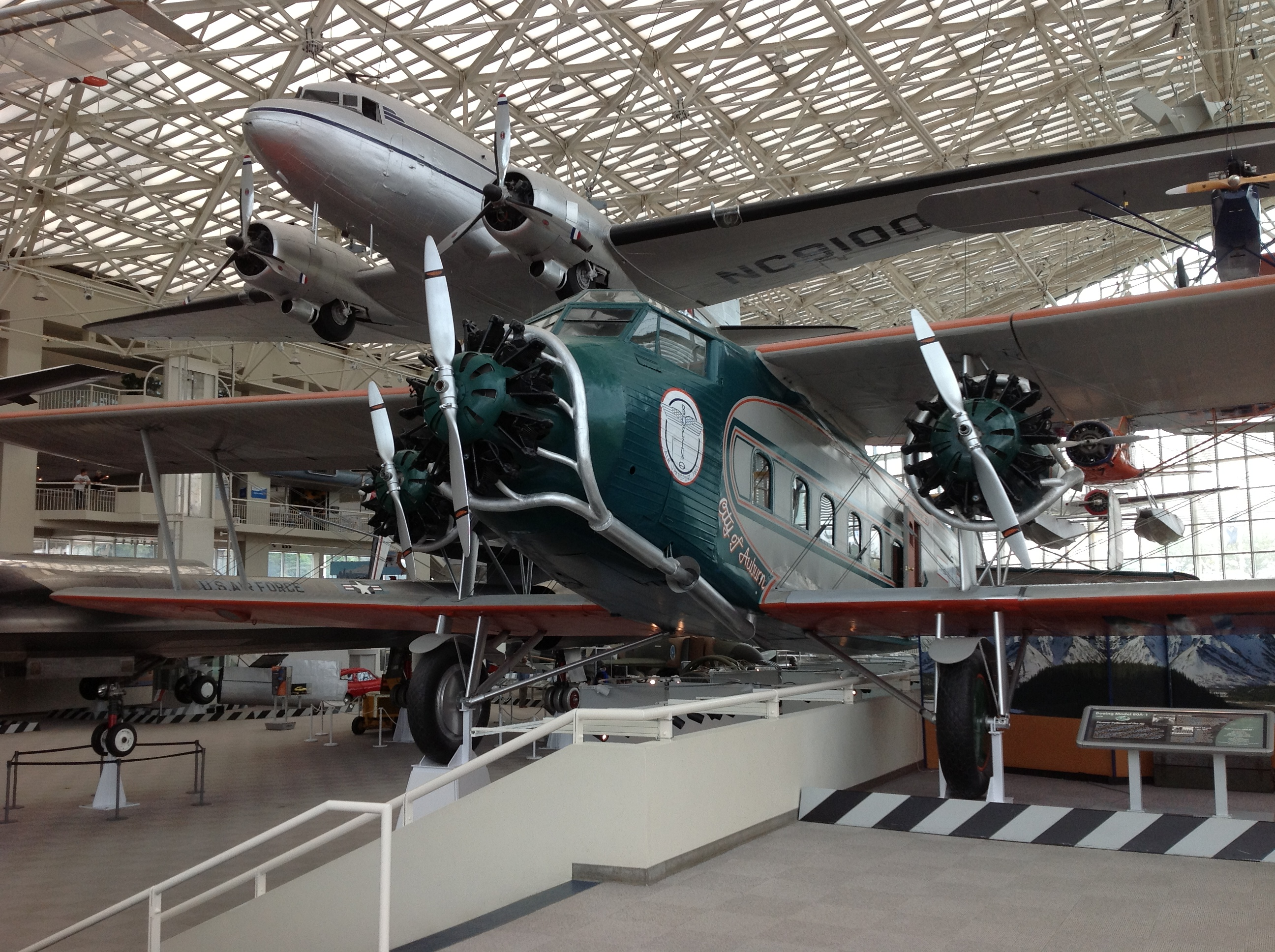
بوينج مودل 80 ايه.
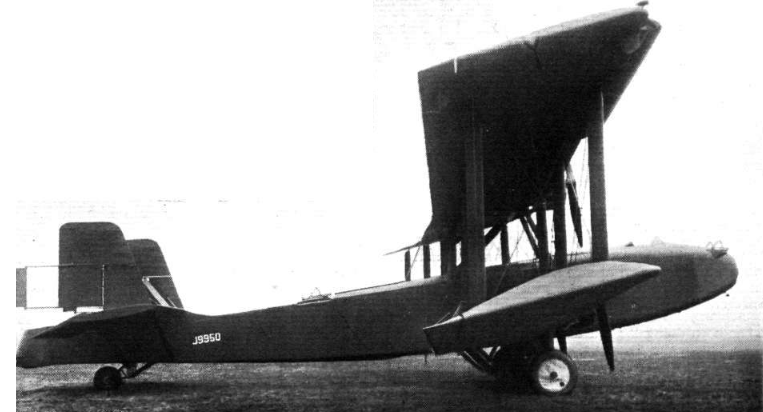
بولتون بول بي 32.
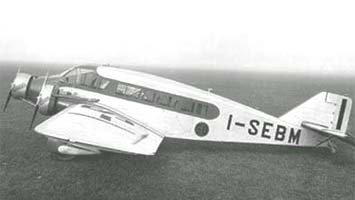
بريدا با 32.
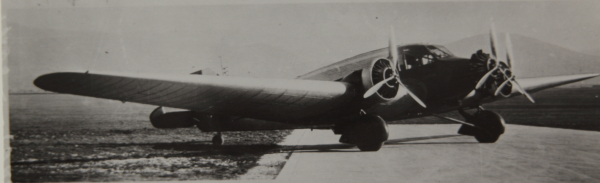
بريدا با 46.
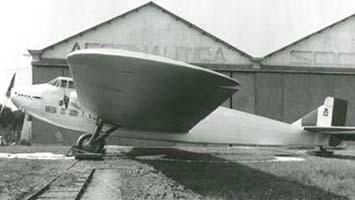
بريدا سي سي 20.
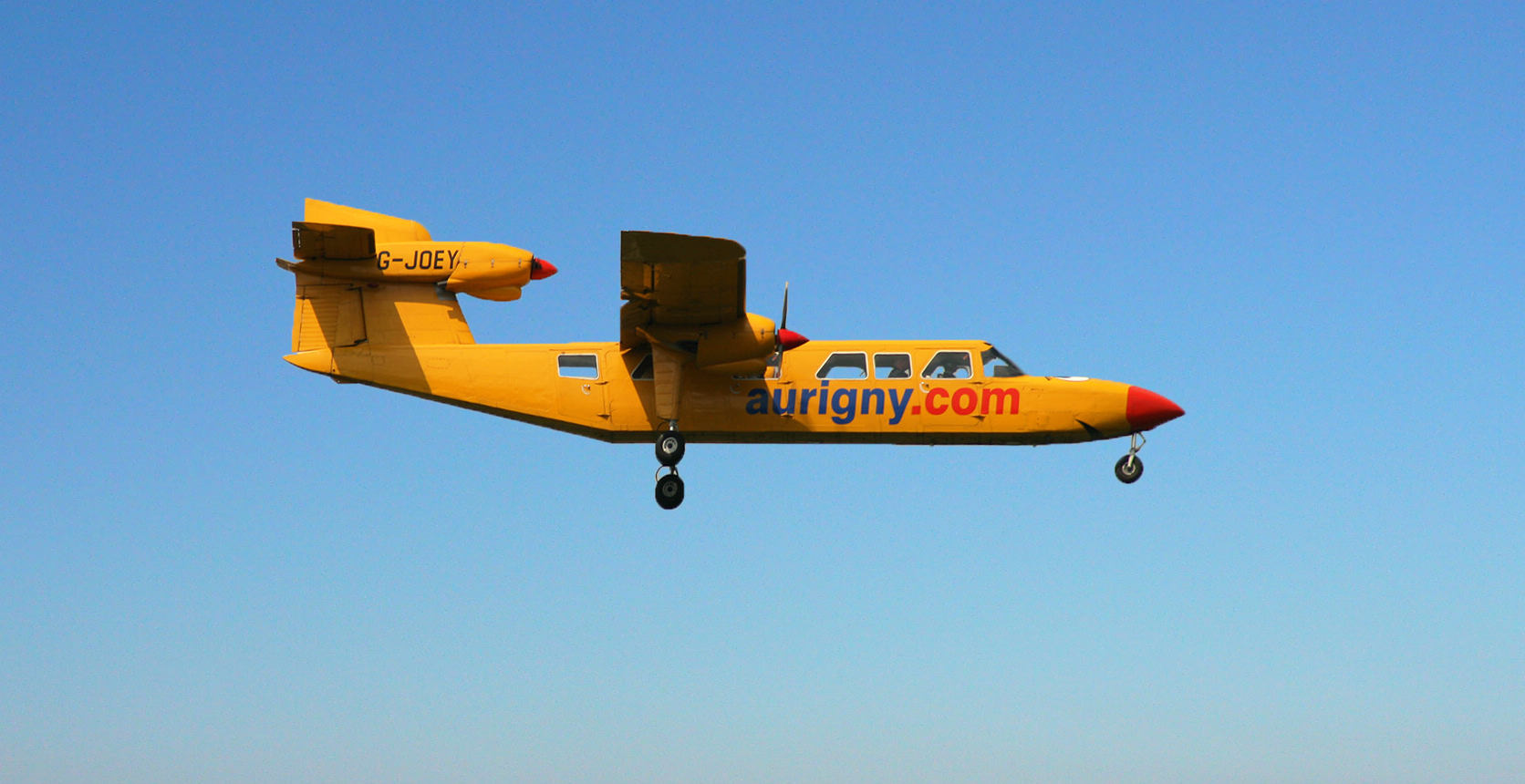
برتن نورمان تري سلاندر.
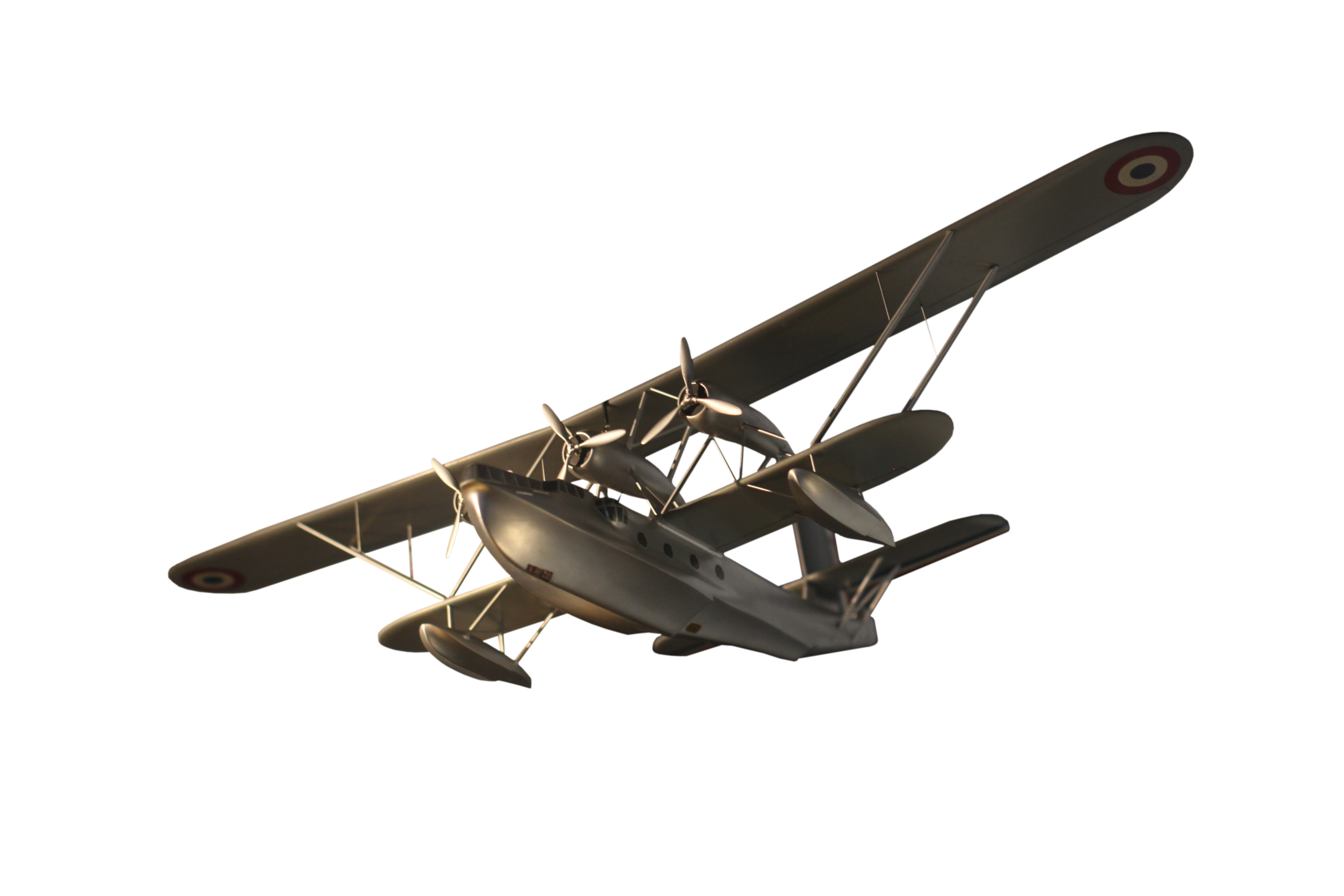
بريغيه بي أر 521.
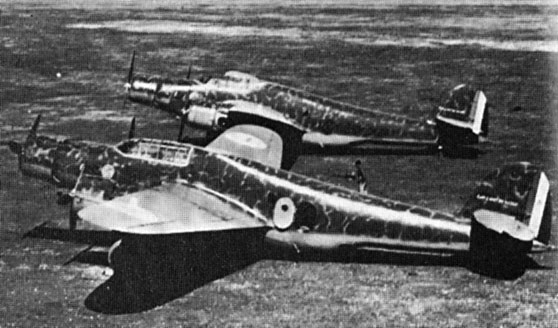
كنت زد 1007.
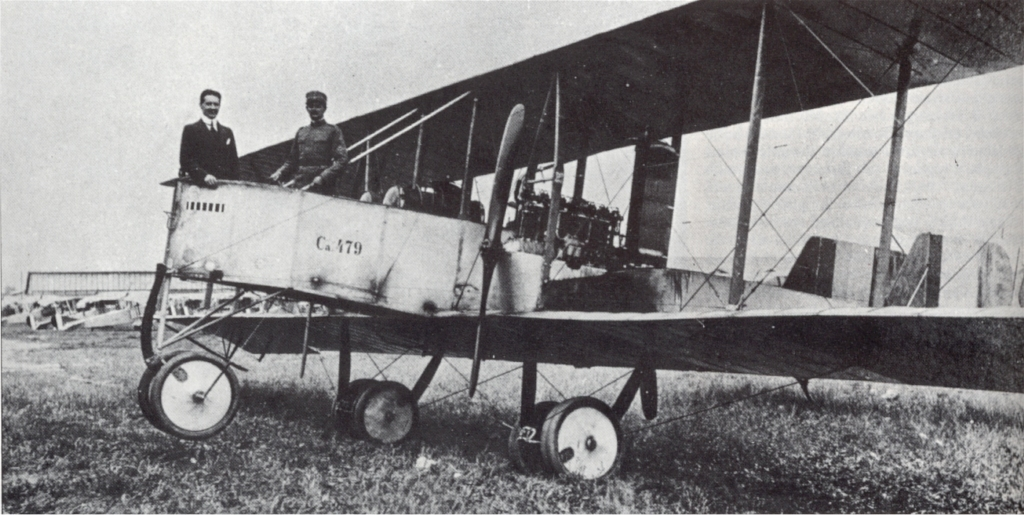
كابروني سا 1 (كابروني سا 32).
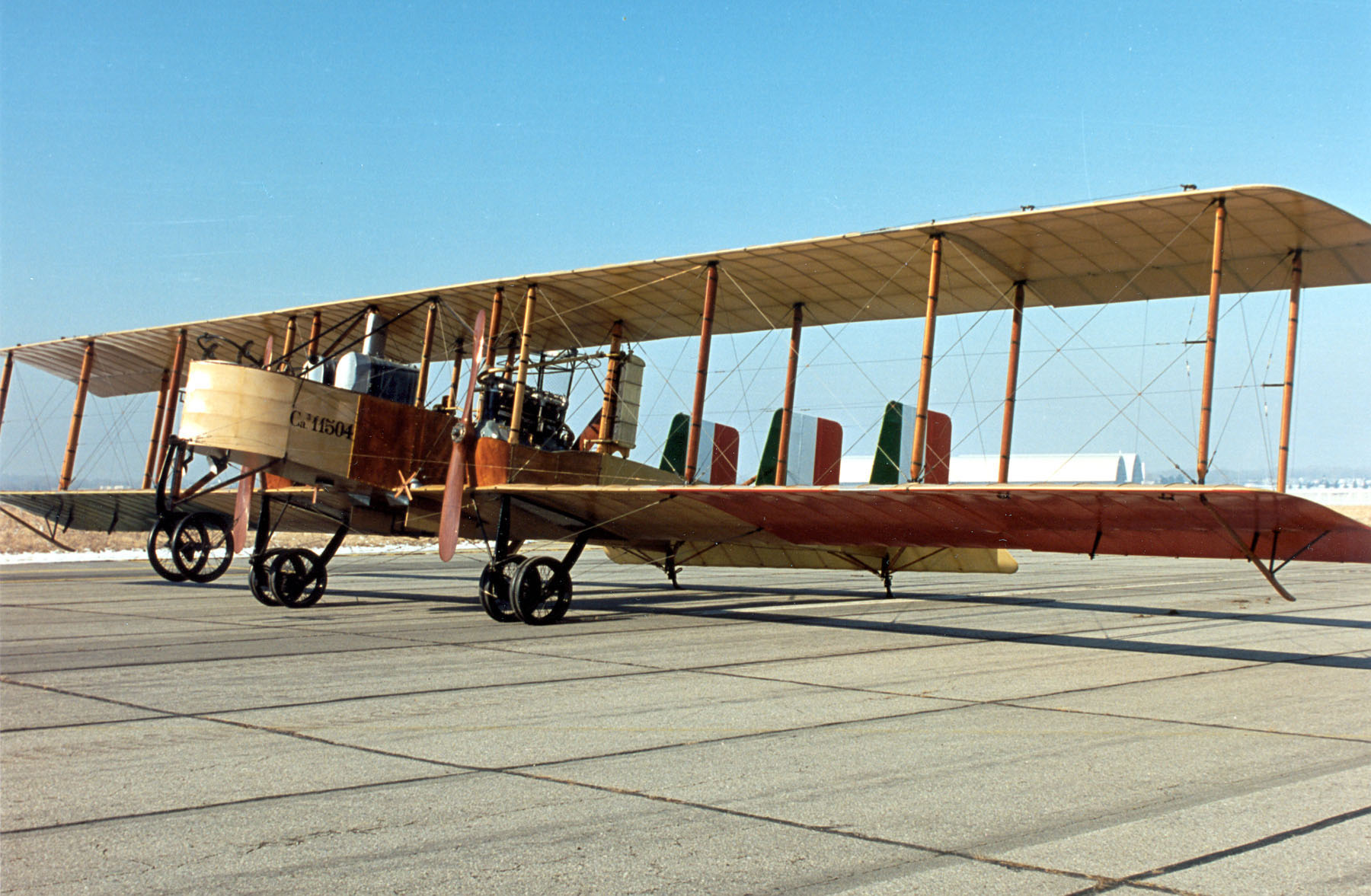
كابروني سا 2 (كابروني سا 36).
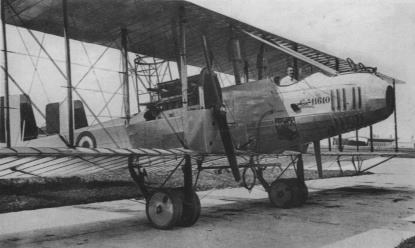
كابروني سا 5.
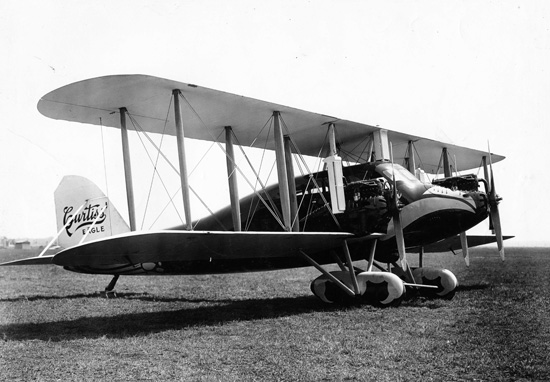
كيرتس إيفل 1.
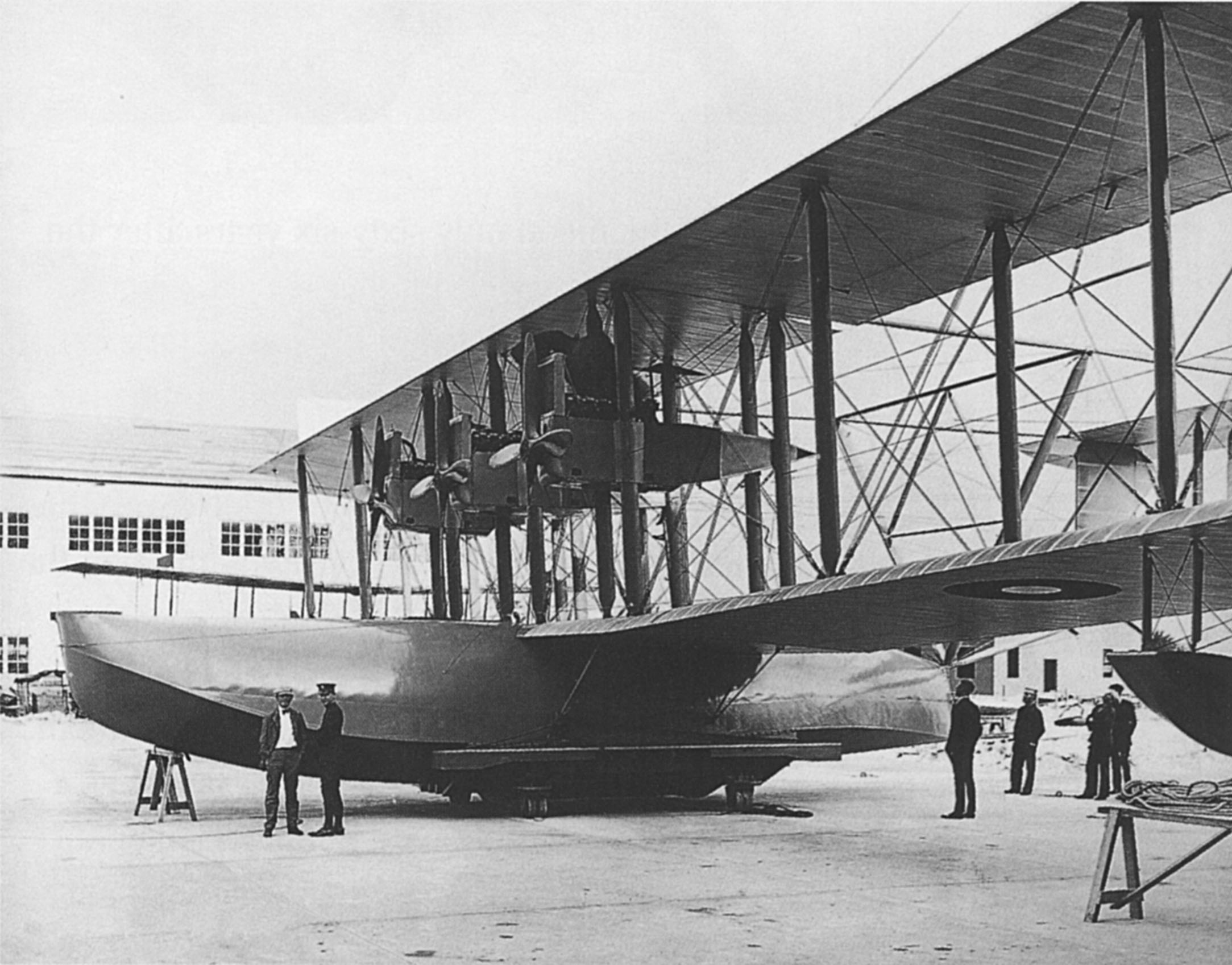
كيرتس إن سي.
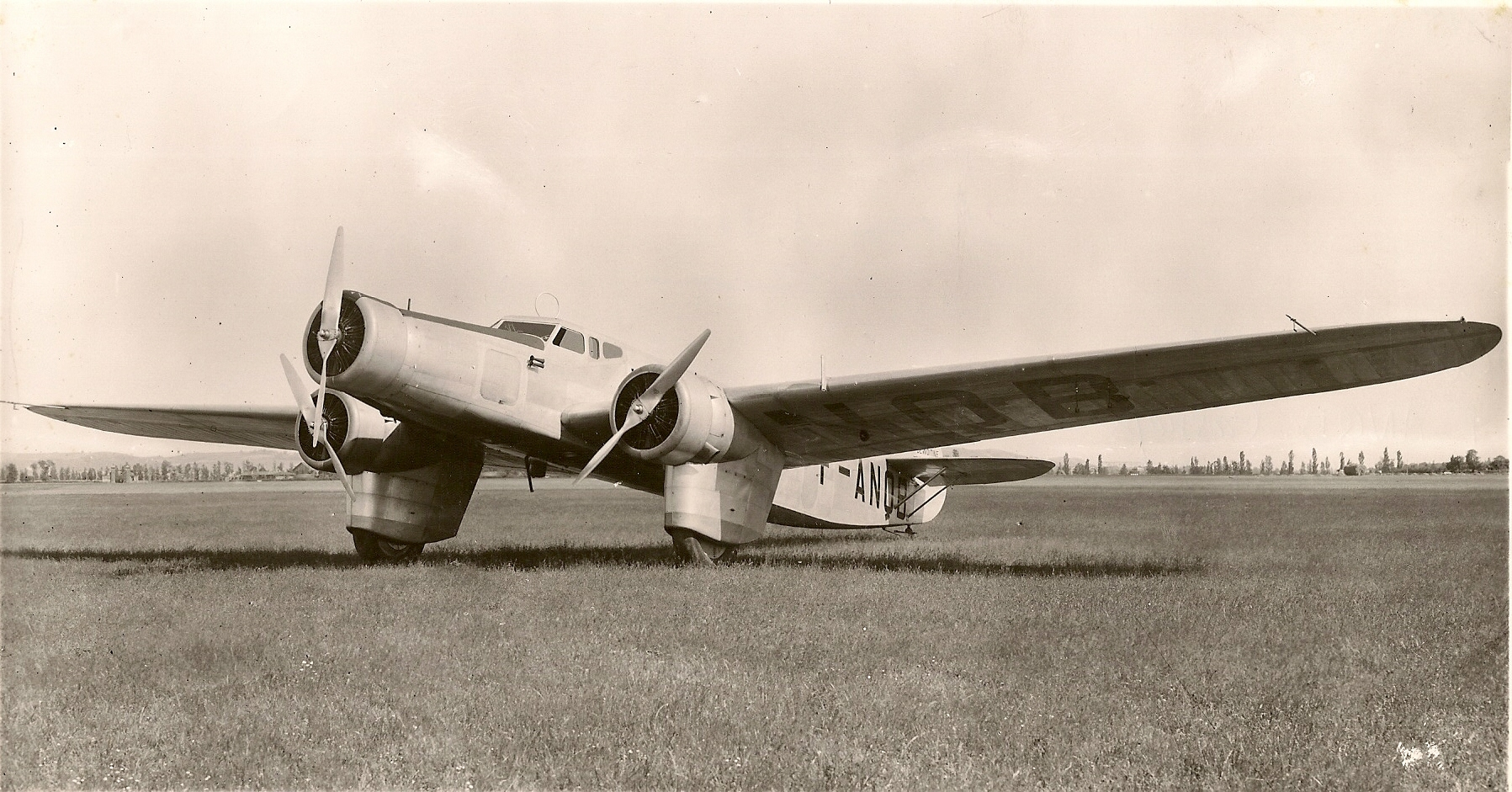
ديويتين دي 332.
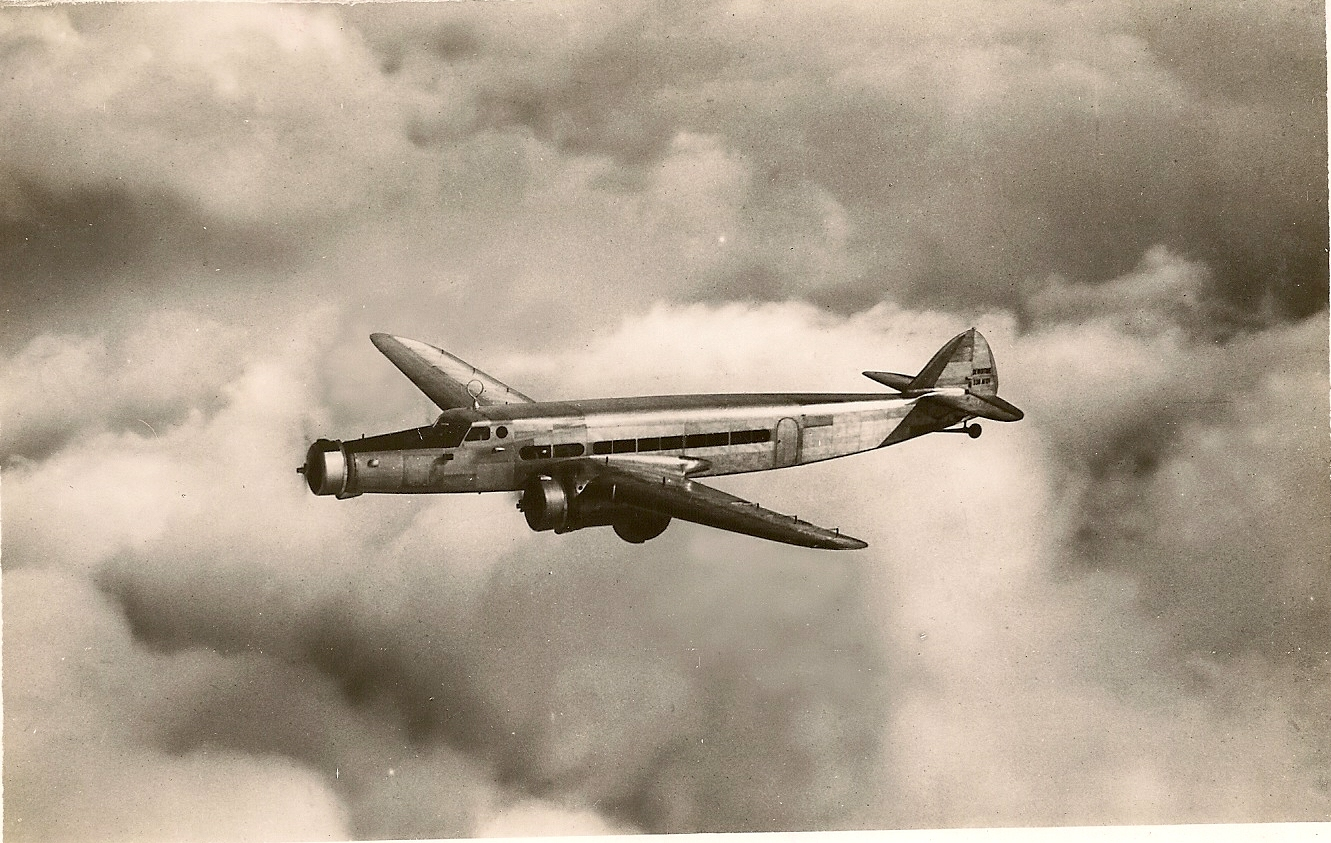
ديويتين دي 338.
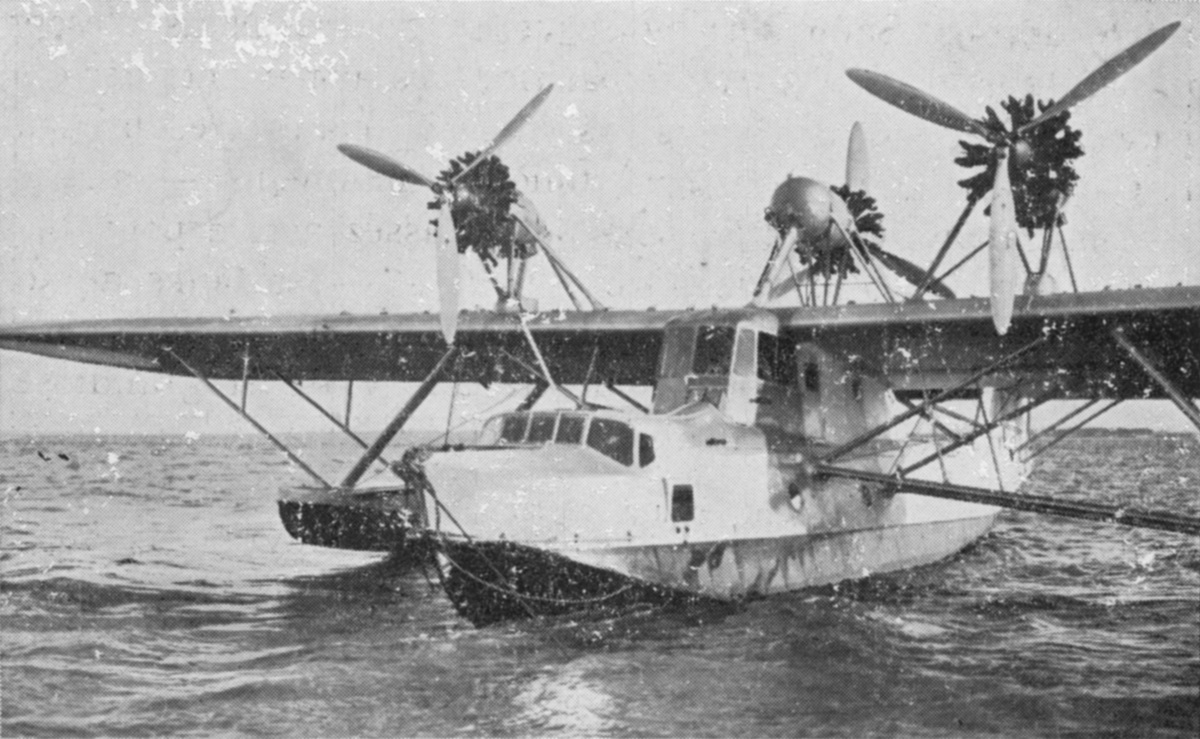
لوار 70.
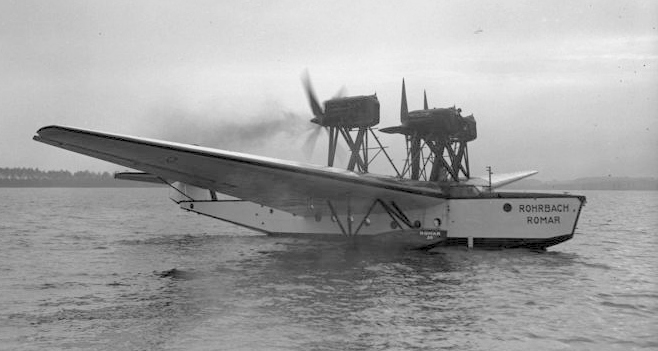
روهرباخ رومار.